# Старое городское кладбище (Друскининкай)
Друскининкайское Старое городское кладбище (лит. Druskininkų Senosios miesto kapinės) — кладбище в Друскининкае, Литва. Расположено на улице В. Кудиркос (лит. V. Kudirkos gatvė), на берегу озера Друсконис. Кладбище включено в Регистр культурных ценностей Литовской Республики, охраняется государством (код 21890). Площадь кладбища составляет 2,14 га. Рядом расположено солдатское кладбище Второй мировой войны.
Разделяется на православный и католический участки. В центральной части кладбища также есть лютеранские захоронения. Первый житель города был похоронен здесь в 1858 году, это был нищий из Друскининкайской церкви. Многие из богатых отдыхавших на курорте Друскининкая приобретали участки для семейных захоронений. На католическом участке сохранились захоронения О’Брайен де Ласи, де Низо, Керсновских, Грудзинскх, Эрбштейн-Джулиани и других. В 1878 году на кладбище был похоронен известный врач и общественный деятель Друскининкая Я. Пилецкий. Здесь похоронены Константин и Адель Чурлянис, родители М. К. Чюрлениса. На кладбище установлена символическая могила польского священника и общественного деятеля Болеслава Волейко, убитого нацистами в 1942 году.
На православном участке кладбища находилась православная церковь св. Гавриила Заблудовского, построенная в 1895 году (снесена в 2018 году). На католическом участке сохранилась часовня в неоготическом стиле.

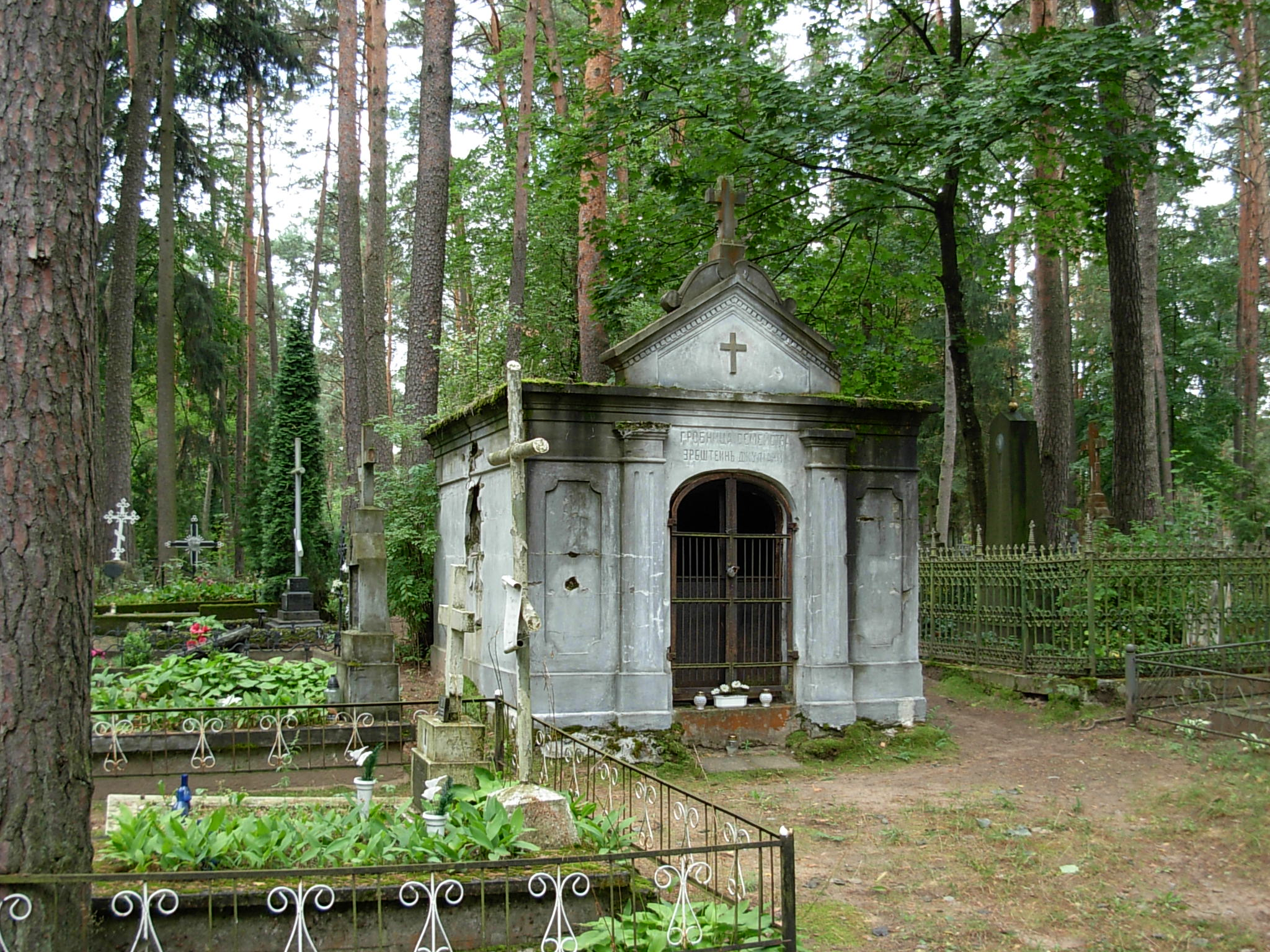
Склеп Эрбштейн-Джулиани
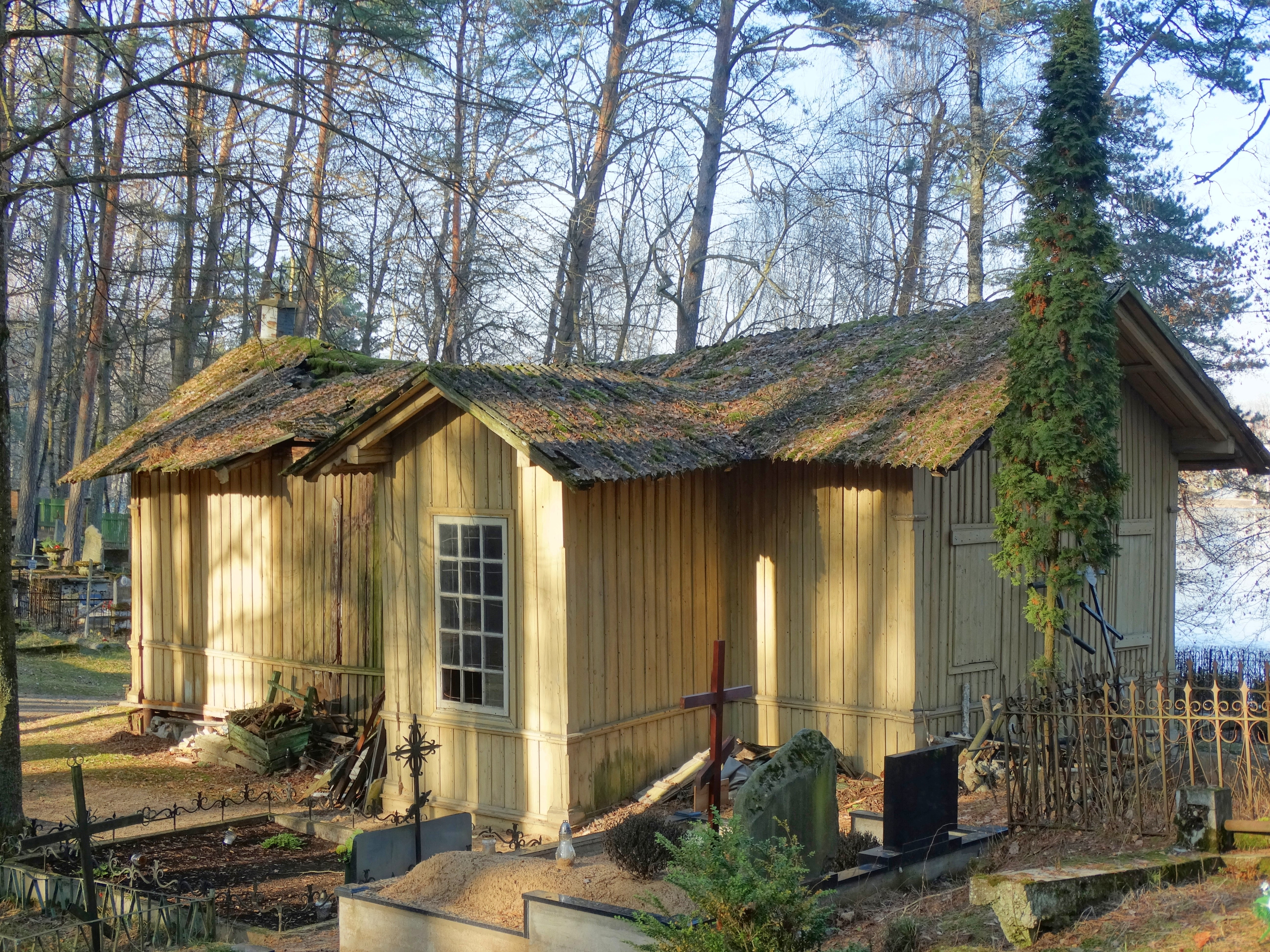
Православная церковь (фото 2016 года)
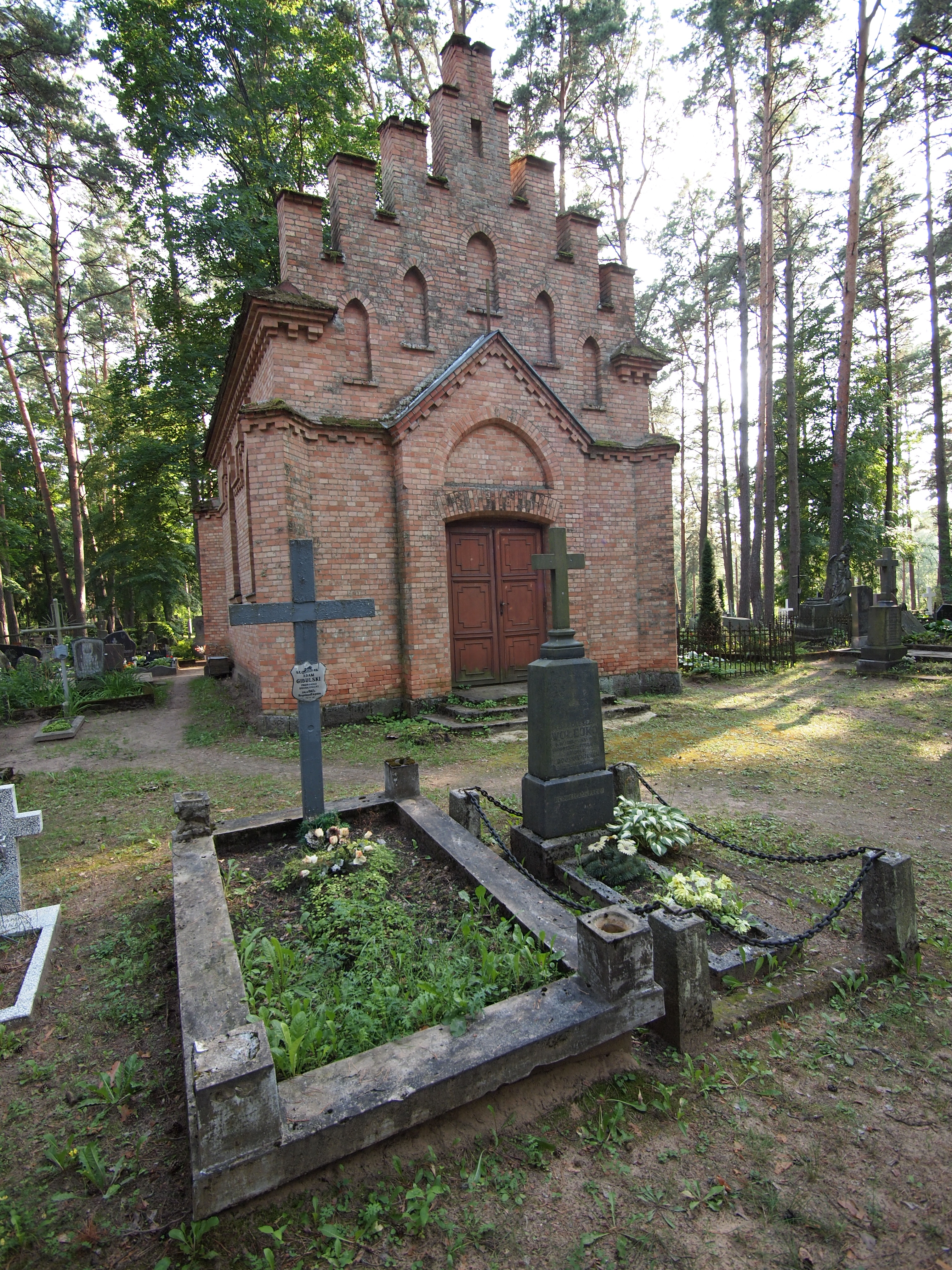
Католическая часовня